# Paul Fromm
Paul Fromm (Kitzingen, 28 settembre 1906 – Chicago, 4 luglio 1987) è stato un mercante e mecenate statunitense. Era un commerciante di vino ebreo di Chicago e un mecenate delle arti dello spettacolo attraverso la Fromm Music Foundation. L'Organum for Paul Fromm fu composto da John Harbison in suo onore.

## Biografia
Nato a Kitzingen, in Germania, da un'importante famiglia di viticoltori, Fromm è stato uno dei primi sostenitori della musica classica contemporanea in quel paese dopo aver assistito alla La sagra della primavera di Stravinsky nei primi anni '20. Ha partecipato a concerti al Festival di Donaueschingen approfondendo ulteriormente il suo apprezzamento per il genere. Essendo ebreo fu costretto a fuggire dalla Germania nazista nel 1938 ed emigrò negli Stati Uniti dove si stabilì a Chicago dove nel 1939 fondò una società di importazione di vino, la Geeting and Fromm Corporation e nel 1943 fondò la Great Lakes Wine Company.

## Mecenatismo
Nel 1952, la sua attività era sufficientemente consolidata da permettergli di concentrarsi sull'istituzione della Fromm Music Foundation, che sosteneva finanziariamente i giovani compositori attraverso sovvenzioni concesse su raccomandazione del suo staff di musicisti ed esperti. Tra i suoi protetti ci furono Benjamin Lees, Ben Weber ed Elvin Epstein.
Un "Concerto Paul Fromm" di musica classica contemporanea viene eseguito ogni anno presso l'Università di Chicago in sua memoria. Il Paul Fromm Award viene assegnato annualmente dal Tanglewood Music Center a suo nome. Durante il periodo 1984-89 Earle Brown, allora presidente della Fromm Music Foundation, raccomandò molti compositori americani per commissioni tra cui Daniel Asia, David Lang, William Susman, Henry Brant e Steve Reich.
Paul Fromm era sposato con la professoressa di psicologia dell'Università di Chicago e scrittrice Erika Fromm, che aveva incontrato in Germania nel 1936 e sposata nel 1938 poco prima di emigrare negli Stati Uniti.